# Sete di vita (singolo)
Sete di vita è un singolo del cantante italiano Piero Pelù, scritto e arrangiato insieme a Valerio Carboni, e pubblicato il 22 marzo 2022. L'omonimo brano musicale fa parte della colonna sonora del film I cassamortari di Claudio Amendola, dove Pelù recita anche come attore.

## Descrizione
Il brano musicale è stato scritto appositamente per la pellicola.

## Tracce
1. Sete di vita – 2:54

## Formazione
- Piero Pelù - Voce
- Valerio Carboni - Chitarra, basso, batteria, tastiera, cori